# Phaeosphaeriaceae
Phaeosphaeriaceae es una familia de hongos en el orden Pleosporales.

## Géneros
- Barria
- Bricookea
- Carinispora
- Chaetoplea - ?
- Eudarluca - ?
- Hadrospora
- Isthmosporella
- Katumotoa
- Lautitia - ?
- Metameris
- Mixtura
- Neophaeosphaeria
- Nodulosphaeria
- Ophiosphaerella
- Phaeosphaeria
- Phaeosphaeriopsis
- Setomelanomma
- Stagonospora
- Teratosphaeria - ?
- Wilmia